# Албіна (Васлуй)
Албіна (рум. Albina) — село у повіті Васлуй в Румунії. Входить до складу комуни Івенешть.
Село розташоване на відстані 266 км на північ від Бухареста, 27 км на захід від Васлуя, 57 км на південь від Ясс, 146 км на північ від Галаца.